# Governo da República Portuguesa
O Governo da República Portuguesa é um dos quatro órgãos de soberania de Portugal, juntamente com o Presidente da República, a Assembleia da República e os Tribunais. De acordo com a Constituição da República, o Governo é o órgão de condução da política geral do país e o órgão superior da administração pública. 
O Governo não emana de eleição direta dos eleitores em eleição legislativa mas sim de nomeação presidencial, embora necessite de apoio da Assembleia da República. O Governo responde perante o Presidente da República e a Assembleia da República.
O termo "governo" tem uma significação lata e uma outra restrita. Em sentido lato, refere-se ao órgão de soberania atrás referido. Em sentido restrito, refere-se à equipa governativa (primeiro-ministro, vice-primeiros-ministros, ministros, secretários de Estado e subsecretários de Estado) que assegura a gestão daquele órgão, durante um determinado período de tempo que normalmente coincide com o período de uma legislatura da Assembleia da República.
No sentido restrito de equipa governativa, o governo é o conjunto de pessoas mandatadas pelo Presidente da República para assumirem a gestão do Governo (órgão), principalmente na sequência de eleições legislativas. Normalmente, é chamado a formar governo o partido ou a coligação de partidos com mais deputados eleitos na Assembleia da República.
Cada governo (equipa governativa) guia-se por um programa do governo, implementando-o nos orçamentos do Estado e nas Grandes Opções do Plano que apresenta à Assembleia da República em cada ano, nas leis que aprova, nas deliberações que toma — nomeadamente nas reuniões do Conselho de Ministros — e nas decisões dos membros do governo. Não há contudo qualquer imposição legal que obrigue um governo a cumprir o seu programa. Os desvios ao programa serão julgados pelos cidadãos em eleições. O governo pode ainda ser questionado pelos restantes órgãos de soberania. O Presidente da República e os deputados podem fazer perguntas ao governo, recusar as suas propostas, recusar um voto de confiança ou aprovar uma moção de censura.

## Designações
A designação "Governo da República Portuguesa" é usada desde a época da Primeira República, a qual substituiu a forma "Governo de Sua Majestade Fidelíssima" usada na Monarquia Constitucional. No entanto, a Constituição da República refere-se a ele, simplesmente, como "Governo". Outras designações semioficiais ocasionalmente usadas são as de "Governo de Portugal" ou "Governo Português". No âmbito das regiões autónomas, é comum usar-se o termo "Governo da República" a fim de o distinguir dos governos regionais (Governo Regional da Madeira ou Governo Regional dos Açores).
No que diz respeito às equipas governativas que asseguram a gestão do Governo (órgão), cada uma delas é referida por "governo constitucional" precedida por um numeral romano que indica a sua ordem. A contagem iniciou-se com o primeiro governo a exercer funções após a entrada em vigor da atual Constituição (I Governo Constitucional, que tomou posse a 23 de julho de 1976, sob presidência de Mário Soares), sendo que o atual governo em funções é o XXV Governo Constitucional presidido por  Luís Montenegro. O adjetivo "constitucional" na designação, serve para distinguir os governos em funções no âmbito atual Constituição, dos seis governos provisórios que asseguraram provisoriamente a governação do país entre a revolução de 25 de abril de 1974 e a entrada em vigor da nova Constituição em 25 de abril de 1976. Com o passar do tempo e o fim da necessidade de distinguir os governos constitucionais dos provisórios, o uso do adjetivo "constitucional" para designar aqueles tem caído em desuso.

## Funções
O Governo tem funções políticas, legislativas e administrativas. Assim, entre outras funções, compete ao Governo negociar com outros estados ou organizações internacionais, propor leis à Assembleia da República, estudar problemas e decidir sobre eles (normalmente fazendo leis), fazer regulamentos técnicos para que as leis possam ser cumpridas, decidir onde se gasta o dinheiro público e tomar decisões administrativas para o bem comum.

## Formação
Após as eleições para a Assembleia da República ou a demissão do governo anterior, o Presidente da República ouve todos os partidos que elegeram deputados à Assembleia e, tendo em conta os resultados das eleições legislativas, convida uma pessoa para formar governo.
O primeiro-ministro indigitado pelo Presidente da República goza de total autonomia para formar o governo tanto quanto à orgânica como também na escolha dos ministros. O Presidente da República dá posse ao primeiro-ministro e ao governo que, seguidamente, faz o respetivo programa, apresentando-o à Assembleia da República. O programa de governo é então debatido e votado pela Assembleia da República.

## Composição
Segundo a Constituição, o Governo é constituído pelo primeiro-ministro, pelos ministros, pelos secretários de Estado e pelos subsecretários de Estado. Pode também pode incluir um ou mais vice-primeiros-ministros. 
O XIX Governo Constitucional (2011-2015) foi o único governo em funções, desde a década de 1990, a incluir um vice-primeiro-ministro na sua composição, tendo essa função sido exercida por Paulo Portas. Nos restantes governos, a função de substituir o primeiro-ministro nas suas ausências e impedimentos tem sido atribuída a um ou mais ministros aos quais é frequentemente atribuída a designação de "ministro de Estado". 
A nomeação de subsecretários de Estado também se tornou rara a partir da década de 1980, com muitos governos a não incluírem nenhum. O último membro do governo com esta categoria foi Vânia Dias da Silva, que exerceu a função de subsecretária de Estado adjunta do vice-primeiro-ministro, no XIX Governo Constitucional. 
O governo atualmente em funções (XXV Governo Constitucional) é composto por um primeiro-ministro, por 17 ministros (dois dos quais designados "ministros de Estado") e por 40 secretários de Estado.

## Conselho de Ministros
O Conselho de Ministros é normalmente constituído pelo primeiro-ministro — com a função de presidente do Conselho de Ministros — pelos vice-primeiros-ministros e pelos ministros. Normalmente, tem também assento permanente no Conselho de Ministros, mas sem direito a voto, o secretário de Estado da Presidência do Conselho de Ministros. Os secretários e subsecretários de Estado podem ser convocados para participar nas reuniões do Conselhos de Ministros.
Podem ser criados conselhos de ministros especializados em determinadas matérias onde só têm assento os vice-primeiros-ministros e os ministros relacionados com as mesmas.

## Departamentos governamentais
Em geral, os governos incluem na sua orgânica um conjunto de departamentos governamentais, que inclui os diversos ministérios e a Presidência do Conselho de Ministros. 
Os ministérios são departamentos governamentais dirigidos por ministros, cada qual dispondo de uma lei orgânica que define as suas atribuições e organização. Cada um inclui serviços da administração direta do Estado, um dos quais - designado "secretaria-geral" - ocupa-se das funções comuns do ministério, bem como das suas atribuições que não estejam legalmente atribuídas a outros serviços. Cada ministério pode também tutelar organismos da administração indireta do Estado.
A Presidência do Conselho de Ministros constitui o departamento central do Governo, tendo características análogas às de um ministério, mas sendo dirigida pelo próprio primeiro-ministro e podendo incluir vários ministros. 
No passado, a organização do Governo também contemplava a existência de secretarias de Estado, que constituíam divisões estruturadas de alguns ministérios e da própria Presidência do Conselho de Ministros, sendo dirigidas por secretários de Estado. Ainda que hoje se continue a usar coloquialmente o termo "secretaria de Estado" para designar o cargo e as atribuições de certos secretários de Estado, a lei de organização da administração pública de 2004 deixou de contemplar a existência de secretarias de Estado.
Os XXII, XXIII e XXIV governos constitucionais (2015-2024) tiveram a particularidade de, nas respetivas orgânicas,  não contemplarem a existência expressa de ministérios, ainda que também não tivessem sido expressamente extintos os ministérios já existentes. Cada ministro dirigia uma determinada área governativa, que poderia corresponder a um dos já existentes ministérios e continuar com a estrutura daqueles ou que poderia adotar uma estrutura mais flexível que poderia incluir a partilha da secretaria-geral e de outros serviços de suporte com outras áreas governativas.
A existência expressa de ministérios ressurgiu contudo na orgânica do XXIV Governo Constitucional. Na organização deste governo existem áreas governativas estruturadas como ministérios e outras inseridas na estrutura da Presidência do Conselho de Ministros.

## Lista de governos constitucionais da Terceira República
| Governos      | Período         | Primeiro-Ministro                             | Primeiro-Ministro |
| ------------- | --------------- | --------------------------------------------- | ----------------- |
| I Governo     | 1976 – 1978     | Mário Soares                                  |                   |
| II Governo    | 1978            | Mário Soares                                  |                   |
| III Governo   | 1978            | Alfredo Nobre da Costa                        |                   |
| IV Governo    | 1978 – 1979     | Carlos Mota Pinto                             |                   |
| V Governo     | 1979 – 1980     | Maria de Lourdes Pintasilgo                   |                   |
| VI Governo    | 1980 – 1981     | Francisco Sá Carneiro/Diogo Freitas do Amaral |                   |
| VI Governo    | 1980 – 1981     | Francisco Sá Carneiro/Diogo Freitas do Amaral |                   |
| VII Governo   | 1981            | Francisco Pinto Balsemão                      |                   |
| VIII Governo  | 1981 – 1983     | Francisco Pinto Balsemão                      |                   |
| IX Governo    | 1983 – 1985     | Mário Soares                                  |                   |
| X Governo     | 1985 – 1987     | Aníbal Cavaco Silva                           |                   |
| XI Governo    | 1987 – 1991     | Aníbal Cavaco Silva                           |                   |
| XII Governo   | 1991 – 1995     | Aníbal Cavaco Silva                           |                   |
| XIII Governo  | 1995 – 1999     | António Guterres                              |                   |
| XIV Governo   | 1999 – 2002     | António Guterres                              |                   |
| XV Governo    | 2002 – 2004     | José Manuel Durão Barroso                     |                   |
| XVI Governo   | 2004 – 2005     | Pedro Santana Lopes                           |                   |
| XVII Governo  | 2005 – 2009     | José Sócrates                                 |                   |
| XVIII Governo | 2009 – 2011     | José Sócrates                                 |                   |
| XIX Governo   | 2011 – 2015     | Pedro Passos Coelho                           |                   |
| XX Governo    | 2015            | Pedro Passos Coelho                           |                   |
| XXI Governo   | 2015 – 2019     | António Costa                                 |                   |
| XXII Governo  | 2019 – 2022     | António Costa                                 |                   |
| XXIII Governo | 2022 – 2024     | António Costa                                 |                   |
| XXIV Governo  | 2024 – 2025     | Luís Montenegro                               |                   |
| XXV Governo   | 2025 – presente | Luís Montenegro                               |                   |